# Orden al Mérito Policial de Andalucía
La Orden al Mérito Policial de la Unidad del Cuerpo Nacional de Policía Adscrita a la Comunidad Autónoma de Andalucía, simplemente conocida como la Orden al Mérito Policial de Andalucía, es una distinción española otorgada por la Junta de Andalucía y creada el 1 de diciembre de 2020 para ofrecer un reconocimiento especial a los miembros de la Unidad del Cuerpo Nacional de Policía Adscrita a la Comunidad Autónoma de Andalucía. Dentro de esta orden, existe una distinción honorífica para reconocer los servicios extraordinarios prestados para aquellos otros funcionarios, personas o entidades colaboradoras no pertenecientes a la citada unidad. Excepcionalmente, podrá concederse la Medalla al Mérito a miembros de otras fuerzas y cuerpos de seguridad.

## Categorías

### Medalla al mérito policial
Otorgada en los siguientes supuestos:
- Intervenir en servicios en los que se haya mantenido una conducta que evidencie un sobresaliente y excepcional valor personal, abnegación y eficacia, con riesgo de la propia vida y derivándose de manera causal el fallecimiento, la gran invalidez o la incapacidad permanente absoluta para todo tipo de trabajo.

- Participar en tres o más actos de servicio en los que concurran las circunstancias descritas en el párrafo anterior, aunque no se produzcan lesiones ni secuelas como las que en el mismo se contienen.

- Realizar actos relativos a las competencias propias de la Unidad del Cuerpo Nacional de Policía Adscrita a la Comunidad Autónoma de Andalucía y en los que se evidencie una relevante cualidad profesional o cívica.

- Sobresalir con notoriedad en el cumplimiento de los deberes profesionales, constituyendo conducta ejemplar digna de ser resaltada como mérito extraordinario.
- Realizar estudios profesionales o científicos que prestigien a la Unidad del Cuerpo Nacional de Policía Adscrita a la Comunidad Autónoma de Andalucía.
- Realizar otros actos servicios o méritos excepcionales que hayan redundado en beneficio de la colectividad, no previstos en el presente artículo y que merezcan esta condecoración por implicar méritos de carácter extraordinario.

### Cruz de permanencia
- Cruz de permanencia de oro de veinte años.
- Cruz de permanencia de plata de quince años.
- Cruz de permanencia de bronce de diez años.

| Cruz de permanencia de oro | Cruz de permanencia de plata | Cruz de permanencia de bronce |
| -------------------------- | ---------------------------- | ----------------------------- |
|                            |                              |                               |
|                            |                              |                               |

### Distinción honorífica
Esta distinción, de manera ordinaria o excepcional, será concedida a personas, colectivos o entidades públicas o privadas que se hagan acreedoras de estas distinciones y desarrollen de manera puntual o continuada actos de relevante importancia relacionados con las competencias de la citada Unidad.